# Twister (gra)

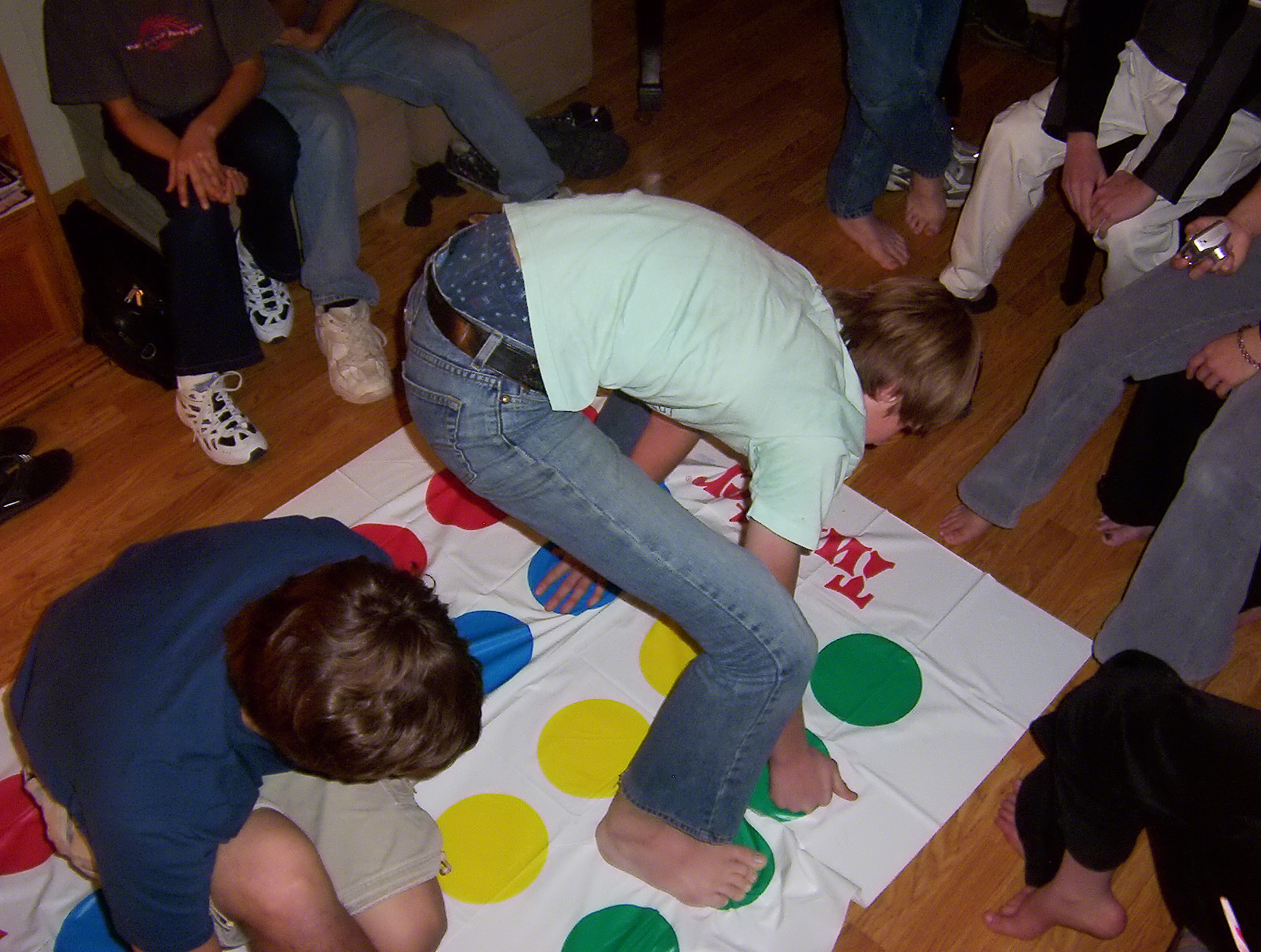
gra w twistera

Twister – zręcznościowa gra planszowa, wymyślona w roku 1966 przez Charlesa F. Colleya Neila Rabensa oraz niewymienionego w patencie Reyna Guyera, a wydana przez przedsiębiorstwo Miltonn Bradley. Pierwsza gra w historii, w której użyto części ciała jako naturalnych elementów gry. Gra przeznaczona jest głównie dla dzieci i nastolatków. Ocenia się, że grało w nią ok. 65 milionów graczy na całym świecie.

## Zasady gry
Do gry w twistera służy winylowa mata z dwudziestoma czterema polami w czterech kolorach oraz maszyna losująca (ruletka), którą prowadzący grę wprawia w ruch, by wskazała, który kolor przypadnie danemu uczestnikowi. Gracze są zobowiązani umieścić swoje stopy i dłonie w odpowiednich punktach maty zgodnie z losowaniem. Celem gry jest wykonanie zadanych ewolucji bez upadku.

## Historia
Grę wynalazł Reyn Guyer, projektant opakowań dla dużych firm amerykańskich, w roku 1965 podczas pracy nad jednym z projektów. Wyobraził sobie kolorowe łaty na dziecięcych dłoniach i stopach, poruszających się po specjalnej siatce. Stwierdził, że pomysł sprzeda się lepiej jako gra i przetestował ją wśród swoich kolegów w firmie. Pierwotnie nazwano grę „Precel” od dziwnie poskręcanych kształtów ludzkiego ciała. Swój pomysł podsunął przedsiębiorstwu Milton Bradley, która zmieniła nazwę na „Twister”. 
Jeszcze przed osiągnięciem popularności gry, konkurencja oskarżyła Bradleya o sprzedaż „seksu w pudełku”. Początkowo gra sprzedawała się źle, a krytycy wręcz mówili, że jest „zbyt nieprzyzwoita”. Przestrzegano producenta, że w przypadku, gdy grają przedstawiciele obu płci, może dojść do sytuacji niezręcznych obyczajowo. Gra nie wzbudziła większego zainteresowania na nowojorskich targach zabawek w 1966. Sprzedaż ruszyła dopiero, gdy zdecydowano się na dużą akcję promocyjną, w której brali udział m.in. Johnny Carson i Eva Gabor, prezentując Twistera w popularnym amerykańskim programie telewizyjnym The Tonight Show. W roku 1984 prawa do gry przejęło przedsiębiorstwo Hasbro i do roku 2021 była jedną z najlepiej sprzedawanych gier firmy.